# Jan Mironczuk
Jan Mironczuk (ur. 1966 w Bielsku Podlaskim) – polski historyk, doktor habilitowany nauk humanistycznych w zakresie historii, profesor WSTS, zajmuje się mniejszościami religijnymi.

## Życiorys
Absolwent studiów magisterskich na Uniwersytecie w Białymstoku. Studiował także teologię na Chrześcijańskiej Akademii Teologicznej oraz ukończył studia podyplomowe z geografii i wiedzy o społeczeństwie na Uniwersytecie Warszawskim.  
Jest nauczycielem w II Liceum Ogólnokształcącym w Ostrołęce, a także wykładowcą w Wyższej Szkole Teologiczno-Społecznej w Warszawie i wykładowcą oraz członkiem Rady Naukowej Wyższego Baptystycznego Seminarium Teologicznego w Warszawie. 19 kwietnia 2016 uzyskał stopień doktora habilitowanego nauk humanistycznych w zakresie historii na Wydziale Humanistycznym Uniwersytetu Warmińsko-Mazurskiego w Olsztynie, a w 2020 roku został mianowany profesorem WSTS.
Jest prezesem Ostrołęckiego Towarzystwa Naukowego. Pełni funkcję dziekana w Wyższym Baptystycznym Seminarium Teologicznym w Warszawie.
W 2023 r. został wyróżniony przez samorząd miasta odznaką "Za zasługi dla miasta Ostrołęki" za wieloletnią działalność na rzecz rozwoju i promocji miejscowości.

## Zapatrywania naukowe

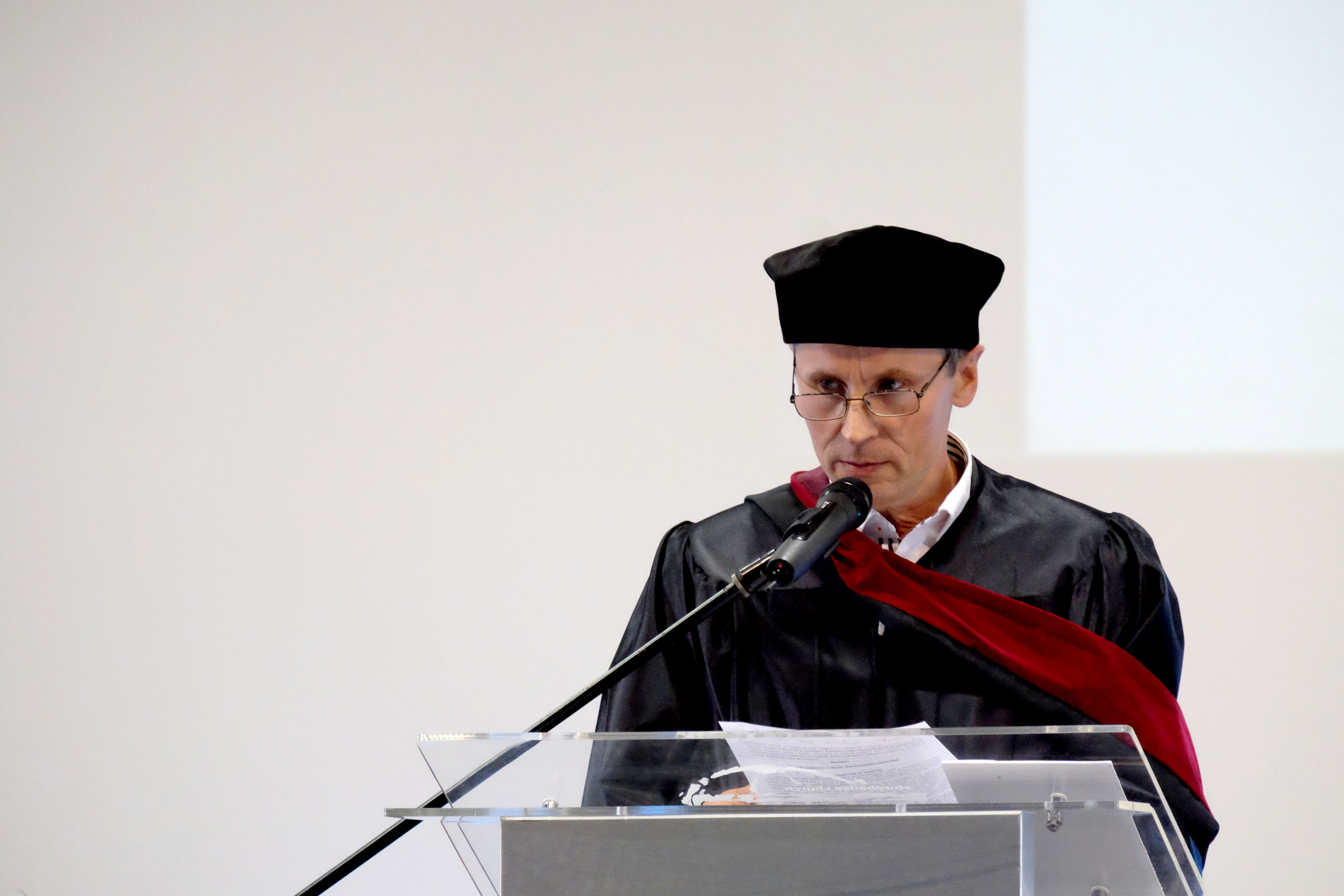
Jan Mironczuk, WSTS, inauguracja roku akademickiego 2016/2017

Według Mironczuka powstanie Zjednoczonego Kościoła Ewangelicznego w Polsce w 1947 roku nie spotkało się z większym zainteresowaniem ze strony władz państwowych i była to autentyczna inicjatywa działaczy ugrupowań wyznaniowych tworzących ten związek religijny. Natomiast poszerzenie ZKE w 1953 roku o nowe środowiska wiernych dokonało się pod naciskiem władz, które dostrzegły dla siebie lepszą możliwość kontroli połączonego Kościoła.
Jego zdaniem aresztowania z roku 1950 nie objęły baptystów, ponieważ w przypadku tego ugrupowania pomoc zagraniczna była bardziej przejrzysta niż w przypadku pozostałych ugrupowań ewangelikalnych.
Mironczuk badał stosunek zielonoświątkowców do innych ugrupowań ewangelikalnych i ewangelikalnych do zielonoświątkowców oraz ewolucję tych stosunków w XX wieku. Zauważył, że sytuacja zaczęła się poprawiać na początku lat 30. XX wieku. W 1935 roku na łamach baptystycznego pisma „Słowa Prawdy” przyznano, że zielonoświątkowcy w niektórych sprawach mają rację.
Wyraża opinię, że ZKE po odsunięciu Krakiewicza w 1975 roku dokonało częściowego samooczyszczenia.

## Wybrana bibliografia
Prace własne

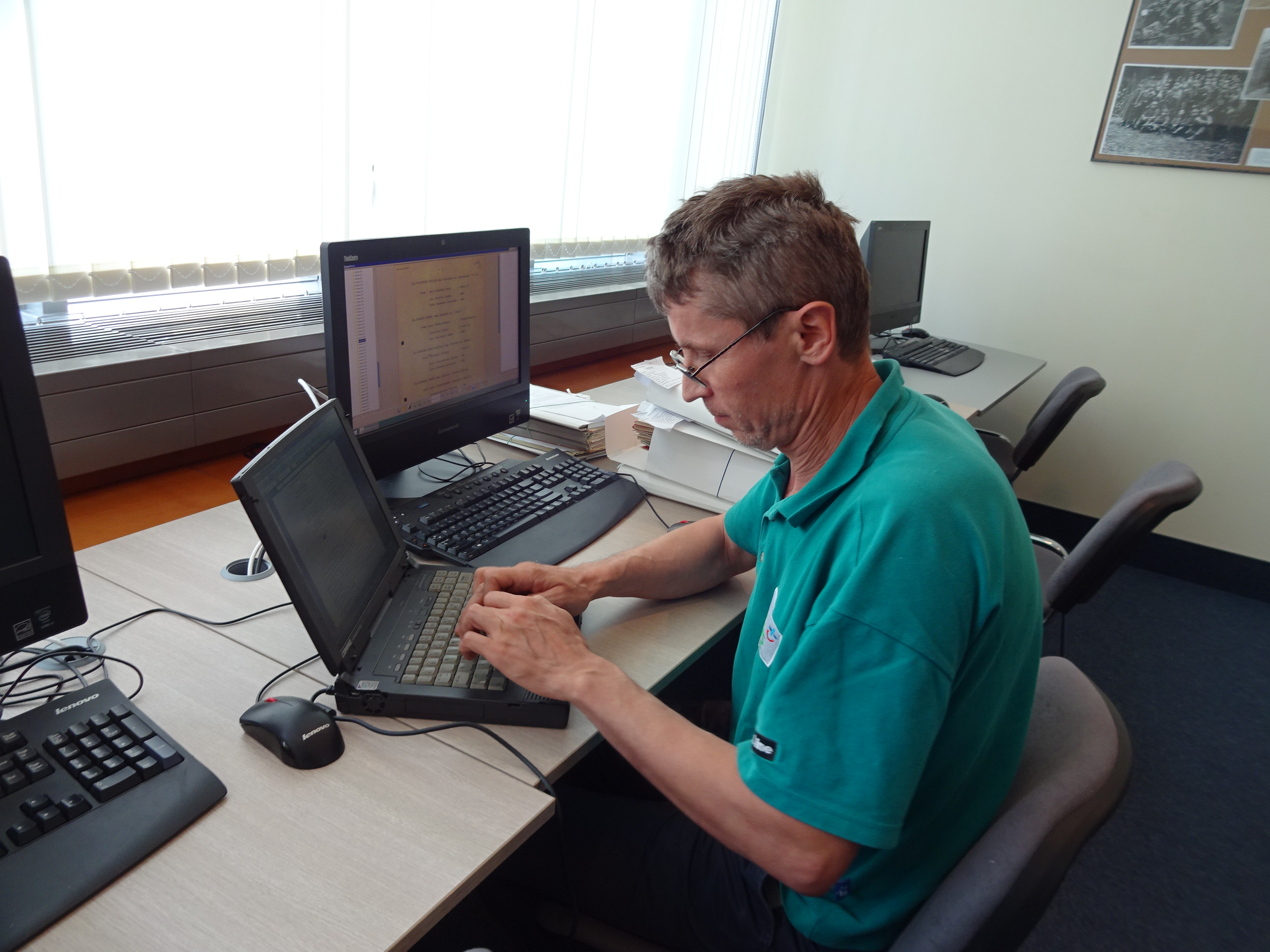
Jan Mironczuk w czytelni IPN-u (2017)

- Władze Państwowe wobec egzystencji i rozwoju liczebnego żeńskich zgromadzeń zakonnych, „Zeszyty Naukowe Ostrołęckiego Towarzystwa Naukowego”, 15 (2001), s. 53–68.
- Relacje ewangelicko-katolickie na Mazowszu Północnym w I połowie XIX w. „Zeszyty Naukowe Ostrołęckiego Towarzystwa Naukowego”, 19 (2005), s. 42–51.
- Polityka państwa wobec Zjednoczonego Kościoła Ewangelicznego w Polsce (1947–1989). Warszawa: Wydawnictwo Naukowe Semper, 2006. ISBN 83-89100-95-9. Brak numerów stron w książce
- Ewangelicy w powiecie ostrołęckim do 1939 roku, [w:] Ewangelicy na północno-wschodnim Mazowszu w XIX i XX w. Studia i materiały, red. M. Gnatowski, Łomżyńskie Towarzystwo Naukowe, Łomża 2006, s. 87–110.
- Mniejszości wyznaniowe chrześcijańskie w Ostrołęce i powiecie ostrołęckim (od schyłku XVIII w. do współczesności). Ostrołęka: Ostrołęckie Towarzystwo Naukowe im. Adama Chętnika, 2007. ISBN 83-86122-81-1. Brak numerów stron w książce
- Ruch Ewangeliczny na Białostocczyźnie w okresie stalinizmu (1948–1956), [w:] Polski protestantyzm w czasach nazizmu i komunizmu, red. J. Kłaczkow, Toruń 2009, s. 512–541.
- Polski Narodowy Kościół Katolicki w Łomży – powstanie, oddziaływanie, zanik (1928–1944), „Studia Łomżyńskie”, 20 (2009), s. 33–49.
- Świadkowie Jehowy wobec władz Polski Ludowej – geneza kontestacji, [w:] Władze Polski Ludowej a mniejszościowe związki wyznaniowe, red. T.J. Zieliński, WBST w Warszawie, Warszawa–Katowice 2010, s. 85–101.
- XXX lat Solidarności oświatowej w Ostrołęce (1980–2010). Warszawska Firma Wydawnicza, 2010. ISBN 978-83-61748-88-5. Brak numerów stron w książce
- Żydzi w powiecie ostrołęckim do I wojny światowej. Ostrołęka: Ostrołęckie Towarzystwo Naukowe im. Adama Chętnika, 2011. ISBN 978-83-62775-08-8. Brak numerów stron w książce
- Ruch ewangeliczny na Białostocczyźnie w XX wieku. Warszawa: Wydawnictwo Naukowe Semper, 2015. ISBN 978-83-7507-181-8. Brak numerów stron w książce
- Kurpiowszczyzna : kultura, historia, gospodarka : wybrane zagadnienia. Ostrołęka: 2017. ISBN 83-62775-32-7. Brak numerów stron w książce
- Dzieje Ostrołęki 1975-2023, Ostrołęka, 2023. [współautorstwo]

Redakcja naukowa prac zbiorowych
- Pentekostalizm w Polsce. Historia i współczesność (współredaktor: Wojciech Gajewski); wydawcy: Ostrołęckie Towarzystwo Naukowe im. Adama Chętnika w Ostrołęce, Wyższa Szkoła Teologiczno-Społeczna w Warszawie, Wydawnictwo Naukowe Chrześcijańskiej Akademii Teologicznej w Warszawie, Ostrołęka–Warszawa 2024
- Przygotować świętych do dzieła posługiwania... Księga jubileuszowa 25-lecia Wyższego Baptystycznego Seminarium Teologicznego i Ośrodka Kościoła Chrześcijan Baptystów w Warszawie-Radości dedykowana prezb. Gustawowi Cieślarowi, rektorowi Seminarium w latach 1994-2005 i 2013-2018, Wyższe Baptystyczne Seminarium Teologiczne w Warszawie, Warszawa 2019